# Cerro Gaital
Cerro Gaital es un macizo montañoso ubicado en Panamá.  Fue declarado monumento natural mediante Decreto Ejecutivo No.96 de 2001.

## Ubicación
El Cerro Gaital se localiza al norte del poblado El Valle de Antón en la provincia de Coclé, aproximadamente a unos 120 kilómetros de la ciudad capital.  Desde el Gaital se divisan los dos océanos (Pacífico y Atlántico) y por su lugar estratégico fue una base de observación para el ejército norteamericano durante la Segunda Guerra Mundial.

## Composición
El área posee muestras de ecosistemas de bosques nubosos que contienen valores escénicos, educativos, científicos, ambientales, recreativos y otros; diversidad biológica, poblaciones de especies en extinción, un régimen hidrológico y valores escénicos naturales.  Contiene rasgos sobresalientes únicos de importancia nacional.
El Monumento Natural Cerro Gaital incluye la sección del Cerro Gaital y la sección del Cerro Pilón.